# Artie Cobb
Artie Cobb (* 17. November 1942 in Brooklyn, New York) ist ein professioneller US-amerikanischer Pokerspieler. Er ist vierfacher Braceletgewinner der World Series of Poker.

## Persönliches
Cobb arbeitete als Investor. Er lebt in Las Vegas.

## Pokerkarriere

### Werdegang
Cobb spielte im Jahr 1976 erstmals bei der World Series of Poker (WSOP) in Las Vegas. Sieben Jahre später sicherte er sich bei einem Event der WSOP 1983 in Stud Hi/Lo sein erstes Bracelet sowie 52.000 US-Dollar Preisgeld. Auch 1987, 1991 und 1998 konnte Cobb jeweils ein Turnier in der Variante Stud gewinnen. Damit steht er bei vier Bracelets und über 880.000 US-Dollar Preisgeld aus 37 WSOP-Cashes.
Insgesamt hat sich Cobb mit Poker bei Live-Turnieren mehr als 1,5 Millionen US-Dollar erspielt.

### Braceletübersicht
Cobb kam bei der WSOP 37-mal ins Geld und gewann vier Bracelets:
| Jahr | Buy-in (in $) | Turnier                 | Teilnehmer | Preisgeld (in $) |
| ---- | ------------- | ----------------------- | ---------- | ---------------- |
| 1983 | 1000          | Limit 7 Card Stud Hi/Lo | 104        | 052.000          |
| 1987 | 5000          | Limit 7 Card Stud       | 071        | 142.000          |
| 1991 | 1500          | Limit 7 Card Stud       | 245        | 148.400          |
| 1998 | 2500          | Limit 7 Card Stud       | 152        | 152.000          |